# Appen
Appen – miejscowość i gmina w Niemczech w kraju związkowym Szlezwik-Holsztyn, w powiecie Pinneberg, wchodzi w skład związku gmin Geest und Marsch Südholstein.

## Współpraca
- Neukalen, Meklemburgia-Pomorze Przednie
- Polegate, Anglia[1]